# Centralia (Kansas)
Centralia è un comune degli Stati Uniti d'America, situato nello Stato del Kansas, nella contea di Nemaha.